# Institut d'urbanisme de Lyon
 (mars 2016).
Pour les articles homonymes, voir IUL.
L'Institut d’urbanisme de Lyon (IUL) est basé dans les bâtiments du centre Berthelot à Lyon.
L'IUL est intégré au département de géographie, d’histoire, d’histoire de l’art et de tourisme (GHHAT) de l'université Lumière Lyon 2 et à l'UFR "Temps et Territoires"

## Enseignements
La formation, qui va de la licence (bac +3) au doctorat (bac +8), souhaite apporter aux étudiants des connaissances théoriques sur les études urbaines, mais aussi une initiation aux pratiques de l’aménagement. Des thèmes tels que les stratégies et les politiques de développement des villes, ou la gestion des quartiers dits sociaux ou encore celle de l’environnement, sont abordés.

### Licence
Pas de formation de première ni de deuxième année (semestre 1 à 4).

#### Semestre 5
- EP01 - Analyse théorique de l'espace aménagé
- EP02 - Planification et aménagement des espaces urbanisés
- EP03 - Faits urbains et organisation de l'espace
- EP04 - Aménagement et développement régional
- EP05 - Droit de l'urbanisme
- EP06 - Histoire de la ville
- EP07 - Géographie urbaine
- EP08 - Sociologie urbaine
- EP09 - Économie urbaine
- EP10 - Sciences politiques
- EP11 - Espaces hydrologiques et espaces urbains
- EP12 - Risques naturels et aménagement

#### Semestre 6
- EP13 - Pratiques de l'aménagement urbain
- EP14 - Pratiques du développement local, social et économique
- EP15 - Politiques comparées de l'aménagement dans le monde
- EP16 - Transport et aménagement
- EP17 - Approche des instruments techniques de l'aménagement
- EP18 - Travail d'atelier sur étude de cas
- EP19 - Histoire matérielle de la ville

### Master
Mention du master« Urbanisme et Aménagement » de l'UFR « Temps et Territoires » de l'université Lumière Lyon 2.
La mention constitue un cursus d’études de second cycle en urbanisme et aménagement au sein de l'université Lumière Lyon 2, en associant, selon les mentions, d’autres établissements (IEP de Lyon, École nationale des Travaux publics de l'État, INSA de Lyon, université Lyon 3).
Cette mention Urbanisme, Aménagement, comprend trois parcours :
- Parcours "Projet" : Urbanisme opérationnel
- Parcours "Stratégie" : Urbanisme stratégique et politique de la ville
- Parcours "Développement Urbain Territorial" : Alternance

## Recherche et théorie
L'équipe Villes : Espaces et Sociétés de l'Institut d'Urbanisme de Lyon travaille sur le croisement entre les dynamiques urbaines et les politiques de la ville au sens large, particulièrement sur les différentes dimensions de la planification urbaine. Elle regroupe les enseignants-chercheurs universitaires et CNRS impliqués dans la formation à l'IUL, les allocataires-moniteurs et une quinzaine de doctorants.
Rattachée administrativement à l’Institut de Recherche Géographique (IRG) de l'université Lumière Lyon 2, l'équipe de recherche de l'IUL est une des composantes d’un laboratoire multi-établissements (universités Lyon 2 et Lyon 3, ENTPE, ENS LSH, INSA Lyon), l'UMR 5600 « Environnement, Ville, Société » du CNRS. 
Au sein de l'UMR EVS, l'équipe de recherche de l'IUL anime avec le concours d’autres équipes qui placent les questions de la production et de la gestion de la ville, des politiques territoriales aux différentes échelles et de leurs acteurs, au cœur de leurs activités de recherche (notamment le laboratoire RIVES de l'ENTPE, l'équipe Géophile de l'ENS LSH et l'équipe Environnements Dispositifs Urbains de l'INSA Lyon), deux axes prioritaires de recherche :
Action et territorialisation
Ingénierie urbaine, projet d'aménagement et transformation de l'environnement urbain
Au sein de ces axes, l'équipe de l'IUL assure la responsabilité d'un nombre croissant de programmes de recherche Il s'agit notamment de la responsabilité directe de deux grands programmes d'opérations de recherche de portée nationale et internationale :
la Plate-forme d’observation des projets et stratégies urbaines (POPSU)
Fondée sur une convention tripartite entre le GIP EPAU (groupement d’intérêt public « l’Europe des Projets Architecturaux et Urbains »), le Grand Lyon et l'université Lumière Lyon 2.
le Réseau de recherche européen « Arts de Ville : Développement culturel et espace public urbain », 
Ainsi que de deux autres programmes permanents de recherche sur :
l’approche comparative de l’accès aux services urbains : entre intégration des modèles de gestion et fragmentation socio-spatiale, notamment sur les villes du bassin méditerranéen, ainsi que sur les villes « rétrécissantes » dans une approche comparée France-Allemagne ;
La planification urbaine entre stratégies et gouvernance métropolitaines : comparaisons internationales qui abrite également des projets de recherche internationaux en responsabilité au sein de l’équipe IUL ou en participation.
Une spécificité de la recherche en urbanisme : des dispositifs partenariaux de recherche appliquée en collaboration avec les acteurs de la ville et de l'aménagement urbain
Au-delà des programmes de recherche et de l’activité scientifique de production par la connaissance, notamment par l’encadrement de thèses, l’équipe de recherche de l'IUL a développé une forte culture de la recherche incitative et de la recherche-action en partenariat ou à la demande d’acteurs de la société civile, nationaux ou locaux. La plupart des projets de recherche menés par l'IUL depuis les années 1990 l’ont été avec le soutien après appel d’offres tant du Plan Urbanisme Construction Architecture (PUCA) du ministère de l'Équipement, soit du Ministère de la Culture, mais la place des partenaires publics urbains ou régionaux est aujourd’hui de plus en plus importante. Voici les exemples les plus récents de ces dispositifs partenariaux qui peuvent prendre des formes très variées, de la production à la valorisation, animation et évaluation de la recherche :
Plate-forme d’observation des projets et stratégies urbaines 
Comité scientifique de l’Espace des Temps du Grand Lyon
Évaluation du rôle de l’institutionnalisation du débat public sur l’inflexion de la formulation et de la conduite des politiques d’urbanisme 
Méthodologie d’évaluation de la qualité de vie intra-urbaine
Programme INTERREG « Métropole nature » Les espaces naturels péri urbains et la ville durable 
Plate-forme de Recherche sur la Mobilité : « Vers de nouvelles catégories de pensée et d’action », Cluster 12 du Programme Régional Rhône-Alpes de recherche « Dynamiques sociales et territoriales- Exclusions et intégration – Espace et modes de vie : rural, périurbain, villes »

## Accords d'échange bilatéraux
- Institut d'urbanisme de l'Université de Montréal
- Université du Québec à Montréal - département d'études urbaines et touristiques
- Université de Sheffield - Town and Urban Planning Department
- Ecole Polytechnique de Milan - Département d'architecture et de planification